# 3 milagros
Tres Milagros es una telenovela colombiana producida por Teleset  para RCN Televisión en 2011. Está protagonizada por Angélica Blandón, Johanna Bahamón, Farina y Andrés Sandoval.
La historia está basada en el libro Cuando quiero llorar no lloro del escritor venezolano Miguel Otero Silva, siendo así una adaptación de la serie colombiana Cuando quiero llorar no lloro, producida por RTI Televisión en 1991.
Gozó de buena aceptación, llegando a obtener un promedio en audiencia de 14,3 en personas y 34,8 en hogares. Su episodio final fue uno de los más vistos en la televisión colombiana, registrando un índice de audiencia de 18,3 en personas y 41,7 en hogares.

## Sinopsis
El título de la novela se refiere al nombre de las tres niñas que nacen el mismo día, el 13 de noviembre de 1985, y que serán marcadas por una profecía que cambiará su destino: "Cuando Milagros se encuentre con Milagros y Milagros, Milagros y el amor de Milagros morirán." Esta predicción, anunciada el día del nacimiento de Milagros Rendón, será también la razón del miedo de su madre, decidida a evitar que las tres niñas se encuentren algún día.

## Fernando Rendón
Fernando es el hermano de Tomás Rendón, padre de Milagros Rendón. Nace y vive en Armero, poco antes de la tragedia en la que el pueblo desaparece. En el momento del desastre, él y su madre (abuela de los mellizos Milagros y Salvador Rendón) llegan a Bogotá e indirectamente Fernando (siendo un niño) y Tomás logran salvar del secuestro a Álvaro Botero, abuelo de Milagros Fontanarrosa.
Vive su infancia en la casa de su hermano y tiene una excelente relación con su familia,  hasta el día en que Salvador inicia en el consumo de drogas  y Tomás cree erróneamente que es su propio hermano el perpetrador y lo expulsó de la casa. 
Fernando poco después logra ser socio de un cartel colombomexicano de la droga cuya principal cabeza es Reina Delgadillo.
Fernando con los años conoce a las 3 Milagros sin saber de la profecía que lo abarca a él y a las 3 mujeres, quienes lo aman a morir, pero de la que en realidad se enamora es de su sobrina Milagros Rendón.

## Milagros Cruz"Nikita"
La Milagros de clase baja. Sus padres eran humildes campesinos de Caracoli, un pueblo del Magdalena Medio, pero son forzados a abandonarlo por grupos paramilitares porque su familia es acusada de pertenecer a la guerrilla. Cuando es desplazada  se va con su madre y 2 amigas.  Un día llega su padre y se va con ella y durante años su madre la busca.
Milagros Cruz crece en un ambiente difícil y conflictivo, forzada a trabajar desde muy pequeña para ayudar en su casa. En su nuevo hogar en la capital convive con su padre, su madrastra, su medio hermana menor y su hermanastro Bayron, con quién tiene una difícil relación. Tiene un gran talento para el baile y el canto, pero las circunstancias turbulentas en las que ha vivido destrozarán sus sueños de fama empujándola al mundo del crimen. Nikita, como la conocen en su barrio (por su parecido a la personaje de la película homónima),  demuestra una gran habilidad para disparar, por lo cual Fernando Rendón la contratará como asesina a sueldo. Con el tiempo, Nikita desarrolla un fuerte sentimiento por Fernando, que se hace más fuerte tras la posterior muerte de su novio y amigo de la infancia "PVC" a manos de Bayron. Cuando Nikita da muerte a Bayron en venganza, cae presa y en la cárcel logra reencontrarse con su madre Visitación y con el tiempo, a pesar del abandono, logra una buena relación con ella.

## Milagros Rendón"Milala"
Hija de educadores, crece en un hogar de clase media, lleno de amor y una excelente formación en valores y principios junto con su hermano mellizo Salvador. Sin embargo, todo cambia cuando el hermano menor de Tomas Rendón (padre de Milagros Rendón y Salvador Rendón), es decir, el tío de los mellizos (Fernando Rendón) entra en sus vidas.
Milagros, cada vez más enamorada de Fernando, se ve envuelta en una compleja trama familiar. Tomás, su padre, no tolera la presencia de Fernando, a quien acusa de actividades ilícitas y de faltarle el respeto a su hogar. Justamente el día del quinceañero de Milagros, Tomás expulsa a Fernando, sumiendo a la familia en una profunda crisis. Durante cuatro años, se desconoce el paradero de Fernando, quien supuestamente se encuentra en México. La relación entre hermanos solo se reconcilia tras la trágica muerte de la madre, consumida por la angustia de que Milagros se reencuentre con las otras Milagros. 
Estos hechos, sumados a la adicción a las drogas de Salvador, hacen que Milagros dé un giro a su vida y la motiva a convertirse en la mejor policía de la ciudad, buscando a los responsables de arruinar la vida de su hermano. Sin embargo, su tiempo en la academia de la policía se complica luego de que la policía acusa a su tío Fernando de ser cabecilla de un cartel de la droga junto a Reina Delgadillo. A pesar de las dificultades, Milagros encuentra apoyo en Aquiles Suárez, un teniente de la policía y su mentor, quien a su vez está enamorado de ella y la acepta en el nuevo cuerpo antidrogas de la policía poco después de que Salvador fuese asesinado en un ajuste de cuentas entre pandillas del narcotráfico. 
Al darse cuenta de que Fernando ha ordenado el asesinato del senador Rafael Peláez, Milagros decide enterrar su amor hacia el y arrestarlo. Mientras tanto, su madre Aleyda trata de evitar su encuentro con las otras 2 Milagros, consciente de la maldición que había dictado "El Iluminado" el día del nacimiento de Milagros y Salvador.

## Milagros Fontanarrosa"Milú"
La Milagros de clase alta, crece en un mundo de riquezas y excesos. Milú, como ella misma se apodó tras años de estudio en un internado en suiza, crece en medio de la opulencia de un hogar adinerado, elitista y hostil caracterizado por la indiferencia apática de su madre. Su abuelo es un importante diplomático, muy adinerado y su madre es una heredera de la alta sociedad, Milu es una niña caprichosa que hace lo que se le antoja, lo que explica su adicción al juego y la adrenalina, como expresión de una vida llevada al límite, llena de fiestas y un estilo acaudalado. Esta vida de aventuras comprende desde reinados de belleza hasta carreras de alta velocidad.
El padre y la madre de Milagros se separaron por la infidelidad del padre con la tía de Milú. Posteriormente, su padre cae en quiebra tras el divorcio, debido a que el dinero que ostentaba venía principalmente de su esposa. Por su parte, su madre se compromete en matrimonio con el senador Rafael Peláez, pero días antes de la boda es asesinado por Milagros Cruz a órdenes de Fernando y Reina Delgadillo. Junto a Marcelo (primo y compañero de travesuras, el cual está enamorado de ella a pesar de su relación familiar) y Fernando Rendón se suelen enredan en aventuras excéntricas y amorosas de todo tipo. Milagros encontrará en Fernando ese amor del cual ha carecido toda su vida en casa. Milú a su vez sabe que hay otras Milagros nacidas en la misma fecha por lo que decide buscarlas pero Aleyda, madre de Milagros Rendón, la convence de no hacerlo luego de mostrarle un vídeo de "El Iluminado" daba la profecía sobre las Milagros y el hombre que las tres amaban.
A pesar de la mala relación con su madre decide formar parte de un reinado de belleza siguiendo los pasos de su progenitora, buscando reconciliarse con ella, solucionar los problemas económicos de su padre y complaciendo a Fernando, sin contar con un embarazo, que será lo único en la vida que en realidad le hace feliz.

## Elenco
- Angélica Blandón — Milagros Rendón "Milala"
  - María José Vargas — Milagros Rendón (Infancia)
- Johanna Bahamón — Milagros Fontanarrosa Botero "Milú"
  - Ilenia Antonini — Milagros Fontanarrosa (Infancia)
- Fariana — Milagros Cruz "Nikita"
  - María José Rangel — Milagros Cruz (Infancia)
- Andrés Sandoval — Fernando Rendón
  - Juan Sebastián Quintero — Fernando Rendón (Adolescente)
  - Angelo Valotta  — Fernando Rendón (Infancia)
- Juan Diego Sánchez — Marcelo Botero
  - Jaime Andrés Pérez Osorio — Marcelo Botero (Infancia)
- Julio Sánchez Cóccaro — Tomás Rendón
- Sandra Reyes — Aleyda de Rendón
- Esmeralda Pinzón — Maritza
- Luz Stella Luengas — Dioselina de Rendón
- Xiomara Xibille — María Patricia Botero
- Juan Carlos Messier — Ricardo Fontanarrosa
- Bianca Arango — Ivonne Botero
- María Angélica Mallarino — Pía de Botero
- Carlos Duplat — Álvaro Botero
- Indhira Serrano — Visitación Guzmán de Cruz
- Alberto Cardeño — Guadalupe Cruz
- Margoth Velásquez —  Mamá Sunta
- Mauricio Bastidas — Pedro Venildo Cáceres "PVC"
  - Juan Manuel Julio — Pedro Venildo Cáceres (Infancia)
- Ana Bolena Mesa — Reina Cecilia Delgadillo
- Cristian Gómez — Charly
- José Manuel Henao — John Fredy Riasco, Alias "El Astro"
- Mari Pili Barreda — Melisa
- Juliana Betancourth — Leidy
- Luis Eduardo Motoa — Rafael Peláez
- Alejandro Gutiérrez — Juez Urrea
- Vida Torres — Cinthya
- Carlos Arbeláez — Guillermo
- Carolina Ramírez — Tatiana Cifuentes
- Julio César Meza — Maicol
- Cristian Mosquera — Maicol Jr
- Biassini Segura — Salvador Rendón
  - Luis Giraldo — Salvador Rendón (Infancia)
- Carlos Fernández — Teniente Aquiles Suárez
- Paola Cano — Mayerly Cruz
- Andrés Torres — Byron
- Paola Dulce — Camila Ospina Botero
- Isa Mosquera — Luz Dary Landazury "La Negra"
- Diego Ramos — Valentino
- Jefferson Medina — "Rasquiña"
- Patricia Castañeda — Celina
- Miguel Ramos — Pancho Villa
- Ilja Rosendahl — Marco Bellini
- Javier Sáenz — Américo
- Santiago Díaz — William
- Antún Castro — Maestro "El Iluminado"
- Walter Díaz — Augusto Landazo
- Mary Herrera Ortiz — Teniente Yolima
- Carolina Sepúlveda — Teniente Sachica
- Dorian Keller — "Limpiador"
- Keipi — "Mono"
- Milena Granados — Jacqueline
- Fernando Arango — Manuel "El Cordobés"
- Ángel Perea — Cabo Montoya
- Fredy Lagos — Abogado Cardona
- Brian Moreno — Elkin
- Daniel Serna — Sibachoque
- Liliana Vanegas — Cadete Alférez
- Carlos Serrato — Teniente Rojas
- Emilia Ceballos — Laura Sáenz
- Andrés Parra — Roberto Alias "El Socio"
- Ítalo Londero — Samy Cohen
- John Alex Castillo — Ramiro
- Christian de Dios — Tsunami
- Jennifer Arenas— Cadete Patricia

## Premios y nominaciones

### Premios India Catalina
| Año  | Categoría                                           | Nominado(a)                           | Resultado | Ref. |
| 2012 | Mejor serie o miniserie                             | Mejor serie o miniserie               | Nominada  |      |
| 2012 | Mejor actriz protagónica de serie o miniserie       | Angélica Blandón                      | Nominada  |      |
| 2012 | Mejor actor protagónico de serie o miniserie        | Andrés Sandoval                       | Nominado  |      |
| 2012 | Mejor actriz de reparto de serie o miniserie        | Sandra Reyes                          | Nominada  |      |
| 2012 | Mejor actriz de reparto de serie o miniserie        | Indhira Serrano                       | Nominada  |      |
| 2012 | Mejor director de serie o miniserie                 | Rodrigo Lalinde, Israel Sánchez       | Nominados |      |
| 2012 | Mejor edición de serie o miniserie                  | Elsa Vásquez                          | Ganadora  |      |
| 2012 | Mejor arte de serie o miniserie                     | Juan Fernando Pérez                   | Nominado  |      |
| 2012 | Mejor fotografía de serie o miniserie               | Mauricio Cadavid                      | Nominado  |      |
| 2012 | Mejor adaptación para libreto de telenovela o serie | Carlos Duplat, Luz Mariela Santofimio | Ganadores |      |

### Premios TVyNovelas
| Año  | Categoría                                       | Nominado(a)                           | Resultado | Ref. |
| 2012 | Serie favorita                                  | Serie favorita                        | Ganadora  |      |
| 2012 | Actriz protagónica favorita de serie            | Farina                                | Nominada  |      |
| 2012 | Actriz protagónica favorita de serie            | Johanna Bahamón                       | Nominada  |      |
| 2012 | Actor protagónico favorito de serie             | Andrés Sandoval                       | Nominado  |      |
| 2012 | Actriz antagónica favorita de serie             | Ana Bolena Meza                       | Ganadora  |      |
| 2012 | Actriz antagónica favorita de serie             | Bianca Arango                         | Nominada  |      |
| 2012 | Actriz de reparto favorita de serie             | Sandra Reyes                          | Nominada  |      |
| 2012 | Actriz o actor revelación de telenovela o serie | Farina                                | Nominada  |      |
| 2012 | Director favorito de telenovela o serie         | Rodrigo Lalinde, Arturo Manuit        | Nominados |      |
| 2012 | Libretista favorito de telenovela o serie       | Carlos Duplat, Luz Mariela Santofimio | Nominados |      |
| 2012 | Tema musical favorito de telenovela o serie     | «Tres Milagros» por Jr. Ruiz          | Nominado  |      |

## Versiones
- Cuando quiero llorar no lloro versión original publicada en 1970 por el escritor venezolano Miguel Otero Silva.
- Cuando quiero llorar no lloro (Los Victorinos) (1991) primera adaptación televisiva, producida en Colombia por RTI Televisión para Canal A y protagonizada por David Guerrero, Ricardo Gómez Escobar y Ramiro Meneses.
- Los Victorinos (2009-2010) segunda adaptación colombo-estadounidense, producida por RTI Televisión para Telemundo y protagonizada por Mauricio Ochmann, Arap Bethke y Roberto Manrique.
- Tres Milagros (2018) adaptación mexicana, producida por Teleset y Sony Pictures Televisión para TV Azteca y protagonizada por Marcela Guirado, Alexa Martín y Fátima Molina.